# 俠骨仁心 (電影)
《俠骨仁心》，2000年香港電影，是由鄧特希執導，梁朝偉、李嘉欣、鍾鎮濤主演。

## 故事
在一場銀行搶劫匪徒引火自焚，導致多名銀行職員、市民，以及劫匪本身亦被火燒傷，情況危急，剛巧在場的腦科醫生Paul(鍾鎮濤飾)及護士Karen(張文慈飾)進行搶救‥‥
Jackie(李嘉欣飾)腦部受創，昏迷未醒，但Paul終日在Jackie病床上說生活雜事。某天，腦科醫生 Lawrence(梁朝偉飾)躲避醫院高層查問一件腦科醫生楊英銘(馮德倫飾)的醫病糾紛誤入Jackie病房使其奇蹟地醒過來。Jackie由於出院沒有房子可居住，唯有到Lawrence家暫住，直至找到新的工作。兩人相處日久，不知不覺地關心對方，有著一份難以言喻的感情...不料，Lawrence發現Jackie再度發病，而他們可以做到的，可能只是令Jackie不致死去，卻有極大可能令她再次陷入昏迷...

## 演員
| 演員   | 角色                    |
| 梁朝偉 | 腦科醫生 Lawrence       |
| 鍾鎮濤 | 腦科醫生 方至仁Paul     |
| 李嘉欣 | 病人Jackie              |
| 關詠荷 | 婦科醫生 施可曼Samantha |
| 馮德倫 | 腦科醫生 楊英銘Alan     |
| 周嘉玲 | 律師 程家勤Flora        |
| 呂頌賢 | 律師 江浩然Anthony      |
| 楊恭如 | 急診室醫生 冼偉南Helen  |
| 尹揚明 | 警察                    |
| 張文慈 | 護士Karen               |
| 黃錦燊 | 急診室醫師              |
| 黃一飛 | Ted                     |
| 陳任   |                         |
| 楊菁菁 |                         |
| 張錦程 |                         |

## 主題曲
| 曲別   | 歌名                | 演唱         |
| ------ | ------------------- | ------------ |
| 主题曲 | 《Say You Love Me》 | Patti Austin |

## 外部連結
- 開眼電影網上《俠骨仁心》的資料（繁體中文）
- 豆瓣电影上《俠骨仁心》的資料 （简体中文）
- 时光网上《俠骨仁心》的資料（简体中文）
- AllMovie上《俠骨仁心》的资料（英文）
- 爛番茄上《俠骨仁心》的資料（英文）
- 香港影庫上《俠骨仁心》的資料（繁體中文）
- 互联网电影数据库（IMDb）上《俠骨仁心》的资料（英文）